# Scheiner-Grad
Scheiner-Grad (bzw. ursprünglich Scheinergrad) ist ein von dem deutschen Astrophysiker Julius Scheiner (1858–1913) entwickeltes Maßsystem zur Bestimmung der Lichtempfindlichkeit einer Fotoemulsion. Das System wurde von ihm erstmals im Jahr 1894 beschrieben.
„Scheiner ließ mit einer bestimmten Geschwindigkeit eine lichtundurchlässige Scheibe rotieren, aus der eine Öffnung herausgesägt war in der Gestalt von 20 konzentrischen Sektorringen, deren Sektorwinkel von außen nach innen eine zunehmende geometrische Folge bildeten. Die Konstante der geometrischen Folge war so gewählt, dass der letzte Winkel 100 mal größer als der erste war. Die Konstante entsprach somit der neunzehnten Wurzel aus 100, also ungefähr 1,274… Eine genormte Lichtquelle beleuchtete die Scheibe aus einer ganz bestimmten Distanz. Hinter der Scheibe war eine Kassette angebracht […], die das zu prüfende Material aufnahm. Diese Kassette wurde genau eine Minute lang geöffnet, während der die Scheibe rotierte. Die Nummer des ersten Ringes, von innen nach außen gezählt, hinter dem das Material nach der Entwicklung eine minimale, genau festgelegte Schwärzung aufwies, bestimmte den Empfindlichkeitsgrad in Scheinergraden des zu prüfenden Materials. Der letzte Grad dieser Skala (die später auf höhere Empfindlichkeitsgrade erweitert werden sollte), der Grad 20, entsprach einer 100 mal höheren Empfindlichkeit als der erste. Ein Unterschied von 3º Scheiner entspricht annähernd einer doppelten Empfindlichkeit, da die dritte Potenz der neunzehnten Wurzel von 100, nämlich 2,069…, eine Annäherung an die Zahl 2 bildet.“
{\displaystyle {\sqrt[{19}]{100}}^{3}=2{,}069\dots \approx 2}
Das ursprünglich für astronomische Zwecke gedachte, zunächst auf die Grade 1 bis 20 beschränkte Scheiner-Verfahren wurde später von Josef Maria Eder (1855–1944) verbessert. Das logarithmische System war im deutschen Sprachraum weit verbreitet, wurde aber in Deutschland ab Januar 1934 durch die Einführung eines davon inspirierten genormten DIN-Verfahrens verdrängt. In anderen Ländern blieb es noch weitaus länger in Gebrauch. Dazu heißt es in den Erläuterungen zu DIN 4512 aus dem Jahre 1934, die die Einführung des genormten Verfahrens begründen sollten:
„Auch hier erwies sich nach einiger Zeit, dass das Meßverfahren trotz der von Eder vorgenommenen Abänderungen den Anforderungen der Praxis nicht vollständig Rechnung zu tragen vermag, so dass jeder Hersteller […] nach seinem eigenen System die Empfindlichkeit in Scheinergraden ermitteln muß, häufig in sehr primitiver Weise durch […] Vergleich mit Erzeugnissen anderer Hersteller. Die so ermittelten Gebrauchs-Scheinergrade haben mit dem ursprünglich […] ausgearbeiteten Meßverfahren nach Scheiner sachlich nichts mehr zu tun. […] Als Folge hiervon ist allmählich eine Inflation in Empfindlichkeitsgraden eingetreten, für die das Scheiner'sche Verfahren nichts mehr als den Namen hergibt.“

## Vergleich mit späteren Empfindlichkeitsangaben

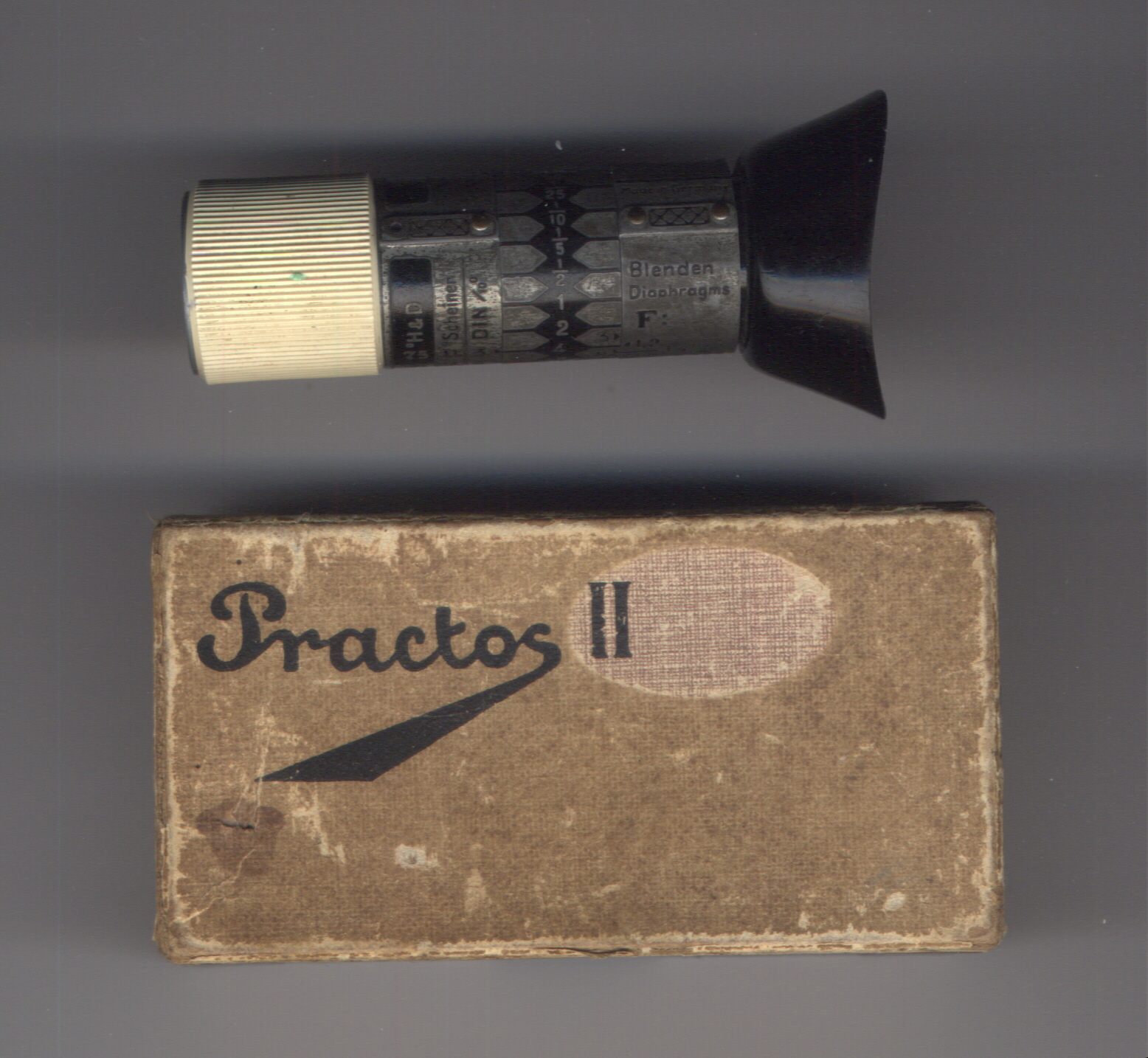
Optischer Belichtungsmesser mit DIN-, Scheiner- und H-&-D-Graden; der Belichtungsmesser hat einen Ring mit unterschiedlich hellen Zahlen, die Zahl, die gerade noch erkennbar ist, entspricht der Helligkeit.

Ähnlich wie bei späteren DIN-Verfahren entspricht eine Erhöhung der Empfindlichkeitsangabe in Scheiner-Grad um 3° in etwa einer linearen Empfindlichkeitssteigerung um den Faktor 2.
Scheiner-Grade lassen sich leicht in DIN-Grade (entsprechend deren Definition nach DIN 4512:1934-01 oder DIN 4512:1957-11) konvertieren, indem man von dem Scheiner-Wert 10 subtrahiert. 16° (europäische) Scheiner-Grade entsprachen demnach etwa 6° DIN, 19° (europäische) Scheiner-Grade etwa 9° DIN.
Der Wert ist allerdings nicht eindeutig; beispielsweise wurde auf dem alten Belichtungsmesser Practos II von Hans Tönnies, Hamburg, zur Umrechnung 8 abgezogen, und in anderen Ländern waren eine Vielzahl anderer Scheiner-Adaptionen üblich.
(Aufgrund der Definitionsänderung der DIN-Grade mit DIN 4512:1961-10 lassen sich frühere Werte nur bedingt in heutige Maße umrechnen. Handelt es sich um Schwarzweißnegativmaterial, dessen Empfindlichkeit in Scheiner-Grad in heutigen ISO-Werten ausgedrückt werden soll, so muss man eine weitere Belichtungsstufe (also 3°) hinzuaddieren; in diesem Fall entsprächen damalige 16° Sch. heute etwa ISO 12/9° und 19° Sch. gerade ISO 24/12°.)
Beispiele:
Das um 1925 mit 18° Sch. normal empfindliche Schwarzweißfilmmaterial hätte in den bis 1960 üblichen Maßeinheiten eine Filmempfindlichkeit von 8° DIN (dies wiederum entspräche 11 DIN gemäß der Definition nach DIN 4512:1961-10 bzw. heutigen ISO 10/11°).
Im Jahre 1933 wurde in der April-Ausgabe der Fachzeitschrift „Die Photographische Industrie“ der damals neue orthochromatische Rollfilm „Agfa Isochrom-Film 26° Sch.“ beworben.
Weitere Erläuterungen:
- Filmempfindlichkeit